# Seleção Italiana de Voleibol Feminino
A seleção italiana de voleibol feminino é uma equipe europeia composta pelas melhores jogadoras de voleibol da Itália. A equipe é mantida pela Federação Italiana de Voleibol (Federazione Italiana Pallavolo).

## Histórico
A estreia da seleção italiana de voleibol feminino aconteceu em 7 de abril de 1951 em Alexandria contra a França em uma derrota por 3 sets a 2. No mesmo ano participou pela primeira vez no Campeonato Europeu ficando na última colocação. Durante o resto dos anos 1950 e 1960 a equipe viveu um período de anonimato, sem participar de nenhum tipo de competição.
Os anos 1970 marcaram o retorno da Itália ao Campeonato Europeu, ainda que sempre disputando posições intermediárias a baixas. Em 1978 a equipe estreou no Campeonato Mundial, terminando na 20ª posição. Em 1975 a Itália conquistou sua primeira medalha, a prata nos Jogos do Mediterrâneo; o primeiro ouro também veio na mesma competição, na edição de 1979 ; porém, tratava-se ainda de uma competição de nível regional.
Os anos 1980 foram marcados por participações nos campeonatos Europeu e Mundial, mas ainda sem desempenhos relevantes exceto pelo último Campeonato Europeu da década, no qual a Itália, guiada por Sergio Guerra, conquista sua primeira medalha em nível continental: uma medalha de bronze após uma vitória contra a Romênia em sets diretos.
Durante os anos 1990 a Itália se manteve nas primeiras posições no Campeonato Europeu mas sem chegar ao pódio. Em 1994 participou pela primeira vez do Grand Prix ficando na oitava posição. A transformação, fundamental para os sucessos futuros, veio com o quinto lugar no Campeonato Mundial de 1998, seguido de bronze no Campeonato Europeu no ano seguinte  quando a equipe era comandada por Angelo Frigioni. Ao final desta década le azzurre passam a chamar a atenção do mundo do vôlei pelos expressivos resultados como também pela beleza de Francesca Piccinini e Maurizia Cacciatore, musas e ícones desta geração

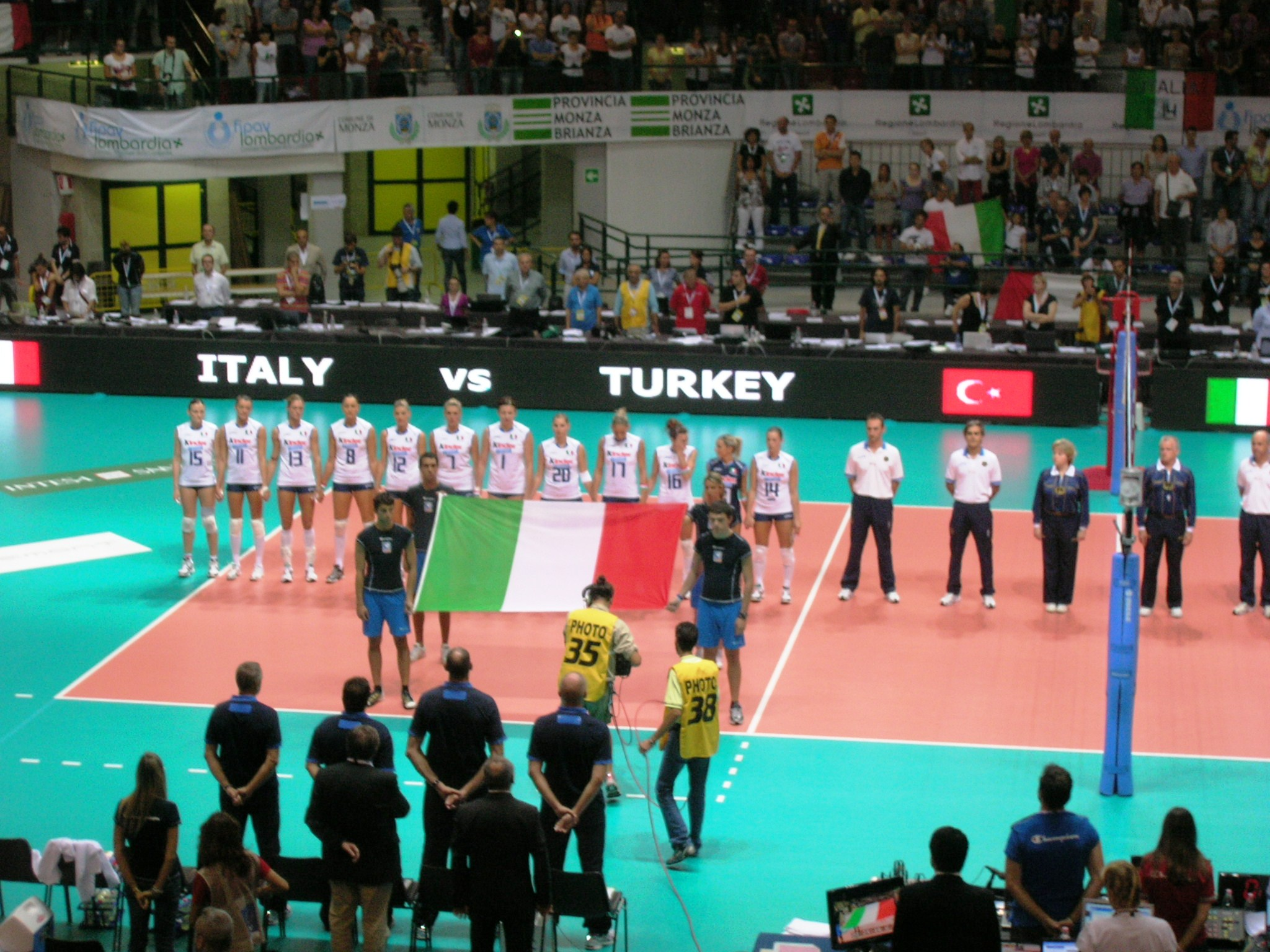
Itália no Campeonato Europeu de 2011.

A primeira década do novo milênio foi o período mais vitorioso da história da seleção italiana. Em 2000 a azzurra participou pela primeira vez dos Jogos Olímpicos, ficando na nona colocação. Com Marco Bonitta assumindo o posto de técnico a representação italiana chega à primeira final de sua história: a do Campeonato Europeu de 2001; a equipe conquistou a medalha de prata depois de perder por 3 a 2 para a Rússia. No ano seguinte a Itália conquistou sua primeira medalha de ouro: uma vitória de 3 sets a 2 contra a forte seleção dos Estados Unidos comandada pela oposta Elisa Togut rendeu o título do Campeonato Mundial de 2002; Togut foi eleita a MVP do torneio.
A equipe não venceu nenhum torneio até 2007,  quando venceu a Copa do Mundo, no Japão, mas conquistou medalhas de prata e de bronze em diversos torneios, como o Grand Prix e a prata no Europeu de 2005 depois de uma derrota para a Polônia por 3-1. Nos Jogos Olímpicos de 2004 em Atenas (Grécia) a equipe conseguiu melhorar sua posição comparado com a edição anterior, ficando na quinta colocação. A poucos dias do Mundial de 2006 Bonitta foi exonerado de seu cargo e substituído por Massimo Barbolini , que conduziu a equipe ao quarto lugar na competição. O ano de 2007 foi o ano dos recordes: depois do 3º lugar no Grand Prix a azzurra manteve uma série de 26 vitórias consecutivas considerando ainda cinco partidas oficiais em 2008, marca jamais alcançada por qualquer equipe nacional italiana. Tais resultados levaram as italianas, comandadas por Eleonora Lo Bianco, Simona Gioli e pela cubana naturalizada italiana Taismary Aguero, a conquistarem seu primeiro título Europeu em uma final contra a Sérvia e a Copa do Mundo. Em 2009, após a frustrante participação na Olimpíada de Pequim (5º lugar), a Itália alcançou novamente o topo no Europeu , batendo os Países Baixos por três a zero, e na Copa dos Campeões.
Depois de uma campanha inconstante, com direito a uma derrota elástica para o Brasil , o selecionado italiano ficou na quinta colocação no Mundial de 2010. No ano seguinte a equipe, anfitriã do Europeu juntamente com a Sérvia, ficou com a quarta colocação no campeonato continental e, após receber um convite da FIVB , conquistou o bicampeonato da Copa do Mundo. Nos Jogos Olímpicos de Londres a azzurra fez boa campanha na primeira fase, perdendo somente para as russas, terminando na segunda colocação em seu grupo. Porém, o sonho do título olímpico acabou após uma derrota para a Coreia do Sul por 3-1, deixando a Itália pela terceira olimpíada consecutiva na quinta colocação.
Em 2014, a seleção italiana, novamente treinada por Marco Bonitta, disputou o Campeonato Mundial de Voleibol Feminino, como país sede. Apesar de muitos infortúnios na fase pré-mundial, com a contusão de Lucia Bosetti e Francesca Ferretti, a equipe conseguiu superar as adversidades e chegou a fase final e terminou num honroso quarto lugar após ser derrotada pela China na semifinal e pelo Brasil na disputa do terceiro lugar, por 3 sets a 1 e 3 sets a 2 respectivamente. Nos Jogos Rio 2016 terminou na 9° colocação.
Foi aos Jogos Olímpicos de Verão de 2020 com altas expectativas de uma possível primeira medalha, porém o resultado foi frustrante quando a equipe caiu nas quartas de final, em uma renovação de elenco a equipe conquistou o terceiro lugar no mundial de 2022 e o titulo das ligas das nações de 2022 e 2024.
Foi apenas em 2024 que o sonho da equipe italiana finalmente foi realizado nos Jogos Olímpicos de Verão de 2024, após superarem as quartas de finais olímpicas pela primeira vez na história ninguém poderia mais vence-las e desta forma se sagraram campeãs olímpicas perdendo apenas 1 set em toda a competição,tendo como jogadora mais destacada a oposta Paola Egonu

## Resultados obtidos nos principais campeonatos
| Itália    |             |            |                    |                    |                 |                 |             |         |               |                   |
| Temporada | Grand Prix  | Grand Prix | Campeonato Mundial | Campeonato Mundial | Jogos Olímpicos | Jogos Olímpicos | Europeu     | Europeu | Copa do Mundo | Copa dos Campeões |
| Temporada | Fase máxima | Pos.       | Fase máxima        | Pos.               | Fase máxima     | Pos.            | Fase máxima | Pos.    | Pos.          | Pos.              |
| 2012      | Primeira    | 10º        |                    | -                  | Quartas         | 5º              |             | -       | -             | -                 |
| 2011      | Segunda     | 7º         |                    | -                  |                 | -               | Semifinais  | 4º      | 1º            | -                 |
| 2010      | Final       | 3º         | Segunda            | 5º                 |                 | -               |             | -       | -             | -                 |
| 2009      |             | -          |                    | -                  |                 | -               | Final       | 1º      | -             | 1º                |
| 2008      | Final       | 3º         |                    | -                  | Quartas         | 5º              |             | -       | -             | -                 |
| 2007      | Final       | 3º         |                    | -                  |                 | -               | Final       | 1º      | 1º            | -                 |
| 2006      | Semifinais  | 3º         | Semifinais         | 4º                 |                 | -               |             | -       | -             | -                 |
| 2005      | Final       | 2º         |                    | -                  |                 | -               | Final       | 2º      | -             | -                 |

### Títulos conquistados
- Campeonato Mundial: 2002

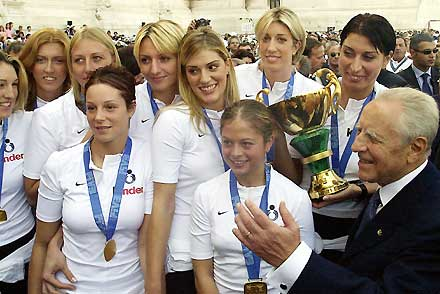
A seleção italiana campeã mundial de 2002 com o presidente da República Italiana Carlo Azeglio Ciampi.

- Copa do Mundo (2 vezes): 2007 e 2011
- Copa dos Campeões: 2009
- Campeonato Europeu (2 vezes): 2007 e 2009
- Jogos do Mediterrâneo (6 vezes): 1979, 1983, 1991, 1997, 2001 e 2009
- Montreux Volley Masters: 2004
- Troféu Valle d'Aosta: 2008
- Universíada (2 vezes): 1991 e 2009
- Liga das Nações (3 vezes): 2022, 2024 e 2025

## Elenco atual
Convocadas para integrar a seleção italiana de voleibol feminino nos Jogos Olímpicos de 2012: